# 白子峯 (1877年)
白子峯（1877年6月12日—1933年9月27日），字子峰。曾任民間抗日團體東北民眾抗日救國軍副司令。

## 生平
1932年九一八事件暴發後一年，白子峯將自家田地全部賣出，換成武器和彈藥並於同年9月19日參與欒法章的抗日救國軍第五路軍。因為漢奸程子源出賣的原因，白子峯於1933年9月在開原八道崗子被日軍俘虜，日軍俘白之後對其使用酷刑，於1933年9月27日殉國。2010年被追認為革命烈士，2015年8月24日，被列入中華人民共和國民政部公布的第二批600名著名抗日英烈和英雄群體名錄。